# LOVE (斉藤由貴のアルバム)
『LOVE』（ラヴ）は、斉藤由貴通算10枚目のスタジオ・アルバム。1991年12月4日発売。発売元はポニーキャニオン。

## 概要
シングルカットされた「いつか」（1992年1月15日、シングル・ヴァージョン）を含む、1年半ぶりのオリジナル・アルバム。最小限に抑えたシンプルなアレンジと、ウィスパー系で繊細なヴォーカルが特徴的な作品。心の内面に迫る歌詞も多く、それらの詞は全曲斉藤自身によるもの。
M-11「意味」は、当初作曲者である崎谷健次郎が原田知世に提供した曲（シングル「Silvy」のカップリング曲「夢迷賦」1990年2月発売・透影月奈作詞）。崎谷が自身のアルバム『ambivalence』でセルフカバーする際には斉藤が新たに詞を提供した（タイトル「意味」1991年4月発売・崎谷編曲、崎谷・三柴理ピアノ連弾）。本作では、三柴理の編曲によるセルフカバーが収録された。
同年12月15日には、「いつか」のミュージック・ビデオを収めたVHSシングル「LOVE」が発売された。そのVHS（LD）と本CDのダブル購入者へ向けたプレゼント応募要項を記載したチラシと、斉藤自身の著作によるエッセイ集「今だけの真実」の宣伝チラシが封入されている。なお、本のタイトルと同名の楽曲があり、アルバム『ガラスの鼓動』（1986年3月21日）に収録されている（楽曲の方の作詞も斉藤自身）。
2003年9月18日発売のCD-BOX『斉藤由貴 CD-BOX 2』にリマスタリング音源で収められた。こちらはボックス・セットで限定生産のため、現在入手困難となっている。
2008年3月8～9日、数年ぶりに開催された東京・PARCO劇場でのコンサートで、「MOON WALTZ ～月の輪舞」「意味」が披露された。中でも「意味」は、アンコール前の本編最後に披露されたラスト・ナンバーにあたる。

## 収録曲

### CD
| 全作詞: 斉藤由貴（特記以外）、全編曲: 上杉洋史（特記以外）。 |                            |                      |            |      |
| #                                                            | タイトル                   | 作詞                 | 作曲       | 時間 |
| 1.                                                           | 「いつか」                 | 斉藤由貴（特記以外） | 山口美央子 | 4:34 |
| 2.                                                           | 「ホントのキモチ」         | 斉藤由貴（特記以外） | 山口美央子 | 4:38 |
| 3.                                                           | 「Yours」                  | 斉藤由貴（特記以外） | 山口美央子 | 6:06 |
| 4.                                                           | 「朝の風景」               | 斉藤由貴（特記以外） | MAYUMI     | 6:41 |
| 5.                                                           | 「誰のせいでもない」       | 斉藤由貴（特記以外） | 柿原朱美   | 5:42 |
| 6.                                                           | 「このまま」               | 斉藤由貴（特記以外） | 崎谷健次郎 | 4:19 |
| 7.                                                           | 「MOON WALTZ ～月の輪舞」  | 斉藤由貴（特記以外） | 岡本朗     | 5:24 |
| 8.                                                           | 「LETTER」                 | 斉藤由貴（特記以外） | 岡本朗     | 4:50 |
| 9.                                                           | 「朝の風景」(Instrumental) | 斉藤由貴（特記以外） | MAYUMI     | 1:07 |
| 10.                                                          | 「Julia」                  | 斉藤由貴（特記以外） | 岡本朗     | 4:32 |
| 11.                                                          | 「意味」(編曲:三柴理)      | 斉藤由貴（特記以外） | 崎谷健次郎 | 4:19 |
| 合計時間:                                                    | 合計時間:                  | 合計時間:            | 52:17      |      |

## 関連人物
- 岡本朗
- 崎谷健次郎
- 堀川まゆみ